# Crematogaster pia
Crematogaster pia är en myrart som beskrevs av Auguste-Henri Forel 1911. Crematogaster pia ingår i släktet Crematogaster och familjen myror.

## Underarter
Arten delas in i följande underarter:
- C. p. pia
- C. p. soengeiensis
- C. p. taivanae